# Wer ist es?

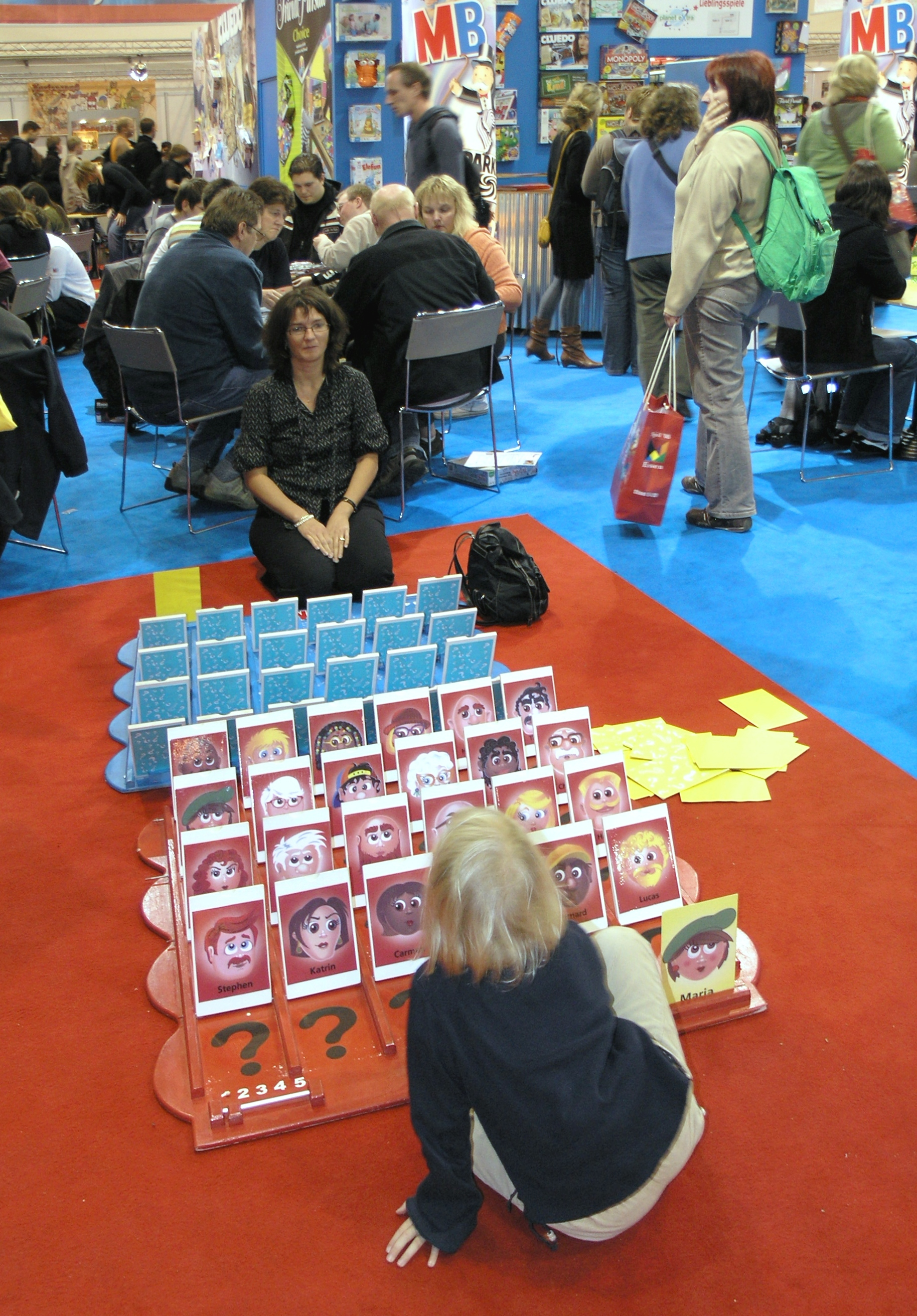
Übergroße Ausgabe von Wer ist es? (Essen 2008)

Wer ist es? ist ein Deduktionsspiel für zwei Spieler ab 6 Jahren. Es wurde erstmals 1979 von der Milton Bradley Company (MB) in Großbritannien und ab 1982 in den Vereinigten Staaten unter dem englischen Titel Guess Who? veröffentlicht, in Deutschland erschien das Spiel 1988.

## Spielprinzip
Jeder Spieler erhält eine Spieltafel mit 24 umklappbaren Plättchen, auf denen die Gesichter von 24 unterschiedlichen Personen abgebildet sind. Jedes Gesicht weist eine einmalige Kombination von Merkmalen auf: Haarfarbe, Haarlänge, Augenfarbe, Bartwuchs, Kopfbedeckung usw. Die gleichen Gesichter sind auch auf 24 Kärtchen aufgedruckt, die vor dem Spiel gemischt werden und von denen jeder Spieler verdeckt eine Karte zieht – sie zeigt die Person, die das Gegenüber finden muss.
Um der Identität der gesuchten Person auf die Spur zu kommen, stellen sich beide Spieler nun abwechselnd Ja/nein-Fragen, etwa „Hat meine gesuchte Person blonde Haare?“ oder „Trägt die Person eine Brille?“. Der Gegner muss die Frage jeweils wahrheitsgemäß beantworten. Ziel der Fragestellung ist es, die Auswahl der Kandidaten möglichst stark einzuschränken. Die Gesichter der ausgeschiedenen Personen werden zugeklappt.
Konnte ein Spieler die Auswahl auf genau eine Person eingrenzen, so ist sie auch stets die gesuchte Person. Ein Spieler kann jedoch vorher schon versuchen, die gesuchte Person einfach zu erraten. Dies bietet sich beispielsweise an, wenn die Auswahl auf zwei Personen eingegrenzt wurde oder der Gegner in der kommenden Runde gewinnen würde.

## Entwicklung und Versionen
Das Spiel wurde von den israelischen Spielzeugerfindern und Spieleautoren Theo und Ora Coster (Theora Design) für MB erdacht. Die erste Ausgabe erschien 1979 in Großbritannien unter dem Titel Guess Who?, kurz darauf folge eine Veröffentlichung in einigen anderen europäischen Ländern, unter anderem in den Niederlanden (Wie is het?) und Frankreich (Qui est-ce?). Erst 1988 erschien das Spiel auch in deutscher Sprache unter dem Titel Wer ist es?. Inzwischen wurde das Spiel in über 28 Ländern veröffentlicht.
Zu dem Spiel erschienen oft auch Reise- bzw. Kompakteditionen, in denen die Auswahl der Personen von 24 auf 20 herabgesetzt wurde. Einfachere Versionen des Spiels lagen den Kindermenüs von McDonald’s und Burger King bei. 2008 erschien mit Wer ist es? Galerie (engl.: Guess Who? Extra) eine elektronische Variante.
Ferner gab es mehrere Sondereditionen des Spiels, die beispielsweise Figuren aus Star Wars, Disney-Filmen, Marvel-Comics, Pokémon oder dem Animationsfilm Cars 2 zeigen.

## Gestaltung
Der scheinbar willkürlichen Gestaltung der Gesichter lagen bereits in der ersten Version bestimmte Regeln zugrunde, die auch in sämtlichen Neuauflagen weitgehend beibehalten wurden: Die Gesichter sind so gestaltet, dass jeweils fünf der insgesamt 24 Personen (oder Figuren) ein bestimmtes Merkmal aufweisen und die übrigen 19 nicht. So haben beispielsweise fünf Personen eine große Nase, die übrigen 19 eine kleine Nase. Ursprünglich bildete die Haarfarbe mit fünf Varianten die einzige Ausnahme in dem Konzept, im Zuge der Modernisierung des Spiels wurde jedoch auch der Anteil an weiblichen Gesichtern (wenngleich nur marginal) erhöht: Zeigten die ersten Versionen des Spiels noch fünf Frauen, sind es in neueren Auflagen zumeist acht Frauen. 
Allgemein wurden das Spielmaterial und insbesondere die Gesichter über die Jahrzehnte hinweg mehrfach überarbeitet und modernisiert. So sind die Gesichter in den neueren Ausgaben wesentlich farbenfroher und abwechslungsreicher gestaltet, die Augen zunehmend größer gezeichnet. Neue Versionen zeigen zudem auch andere Motive, beispielsweise Tiere.
In den Neuauflagen ab 2007, unter anderem auch in der elektronischen Variante Wer ist es? Galerie, sind die Gesichter bzw. Figuren auf einem separaten Bogen aufgedruckt, der in die Spieltafel eingesetzt wird und auch ausgetauscht werden kann, um den Spielern so Abwechslung zu bieten.